# Alan Nogare
Alan Nogare (Buenos Aires, 31 de mayo de 1972) es un actor y modelo argentino.